# Velika zemaljska loža Austrije
Velika zemaljska loža Austrije (njem. Große Landesloge von Österreich) bila je regularna slobodnozidarska velikih loža koja je djelovala u Habsburškoj Monarhiji od 1784. do zabrane rada slobodnih zidara u Monarhiji 1794. godine.

## Povijest

### Pozadina
Prva austrijska Loža "Tri počela" (fran. Loge Aux trois canons; njem. Loge Zu den drei Kanonen) osnovana je 17. rujna 1742. godine u Beču pod okriljem pruske Velike lože "Tri globusa", a jedan od osnivača bio je i hrvatski grof Sigismund Franjo Gundulić. Habsburška vladarica Marija Terezija nije bila otvoreno neprijateljski raspoložena prema slobodnom zidarstvu, ali mu je pristupala s dozom skepticizma. To se može činiti neobičnim, budući da je u mnogim drugim područjima pokazivala sklonost reformama i napretku. Dodatnu zanimljivost predstavlja činjenica da je njezin suprug, Franjo Stjepan Lotarinški (kasniji car Svetog Rimskog Carstva Franjo I.), još 1731. godine u tada habsburškim Nizozemskim zemljama bio primljen u slobodno zidarstvo, i to prije nego što su se engleski kraljevski krugovi povezali sa slobodnim zidarstvom. Međutim, njegov utjecaj na Mariju Tereziju po ovom pitanju bio je ograničen, a ni u bečkoj loži nije bio aktivan.
Značajniji napredak uslijedio je tek nakon što je Josip II., poznat po svojim prosvijećenim reformama, 1765. godine imenovan suvladarom svoje majke. Tada su se uvjeti postupno promijenili, pa je 1776. osnovana Pokrajinska loža Austrije (Provinzialloge von Österreich), koja je djelovala pod okriljem Velike državne lože Njemačke. Za razliku od većine Habsburgovaca, Hohenzollerni su bili izrazito naklonjeni slobodnom zidarstvu, što je omogućilo daleko snažniji razvoj slobodnog zidarstva u Pruskoj tijekom tih desetljeća.

### Osnivanje i rad velike lože
Godine 1780. umrla je Marija Terezija, a Josip II. postao je jedini vladar Habsburške Monarhije. Time se položaj slobodnih zidara znatno popravio, pa se to razdoblje često opisuje kao razdoblje procvata slobodnog zidarstva u Beču i nasljednim zemljama Habsburgovaca. Otvarane su brojne lože, a među slobodne zidare ulazili su ugledni pripadnici društva – ne više samo plemići, kao na početku, nego i visoki državni službenici, istaknuti umjetnici i znanstvenici te uspješni trgovci. Unatoč očekivanjima mnogih slobodnih zidara, Josip II. nikada nije pristupio slobodnom zidarstvu. Najpoznatiji član toga doba svakako je Wolfgang Amadeus Mozart, koji se 1783. pridružio novoosnovanoj bečkoj Loži "Dobrotvornost" (Loge Zur Wohltätigkeit). Zahvaljujući djelovanju svojih članova, austrijsko se slobodno zidarstvo u tim godinama razvilo u jedno od središta društvenog i kulturnog napretka u tada konzervativnom Habsburškom Carstvu.
Nakon dugogodišnjih pregovora, 1784. godine osnovana je Velika zemaljska loža Austrije, na čelu s velikim meštrom Johannom Baptistom Karlom grofom von Dietrichstein-Proskauom. S obzirom na to da je Habsburško Carstvo bilo drugo najveće u Europi, odmah nakon Ruskog Carstva, nova se velika loža organizirala u šest pokrajinskih velikih loža: za Austriju, Češku, Galiciju, Lombardiju, Transilvaniju i Ugarsku. Na području tih pokrajina djelovale su 62 lože, od kojih su se 61 stavile pod okrilje nove velike lože, dok je samo jedna ostala u savezu s berlinskom Velikom ložom "Tri globusa". Lože su u to vrijeme radile po različitim obredima i bile prožete raznovrsnim intelektualnim i duhovnim strujanjima.
Iako su te godine donijele procvat, bile su istodobno i razdoblje kriza i pretjerivanja, koje su slobodno zidarstvo u Europi – pa tako i u Austriji – počele udaljavati od prosvjetiteljskih izvorišnih ideja. Josip II. je 1786. pokušao zaustaviti takav razvoj uvođenjem stroge regulacije poznate kao Povelja o slobodnim zidarima (Freimaurerpatent), kojom su ograničeni broj loža i broj njihovih članova.

### Kraj slobodnog zidarstva pod Franjom II.
Car Josip II. preminuo je 1790. godine, nakon čega je razvoj austrijskih loža krenuo silaznom putanjom – isprva polako, a zatim sve brže i dramatičnije. Pod dojmom Francuske revolucije, čije su zločine tadašnja reakcionarna austrijska elita pripisivala slobodnim zidarima, slobodno zidarstvo je od 1793. sustavno potiskivao carev nećak i nasljednik Franjo II./I. Uvjeren da je navodno urotničko djelovanje slobodnih zidara dovelo do revolucije, Franjo je vidio potvrdu te teze u revolucionarnim načelima Sloboda, jednakost, bratstvo, koja imaju svoje korijene i u slobodnozidarskoj ideji. Kao posljedica takve politike, austrijska velika loža i sve podređene lože bile su prisiljene obustaviti rad 1794. godine.